# Reprezentacja Chorwacji na Mistrzostwach Europy w Wioślarstwie 2007
Reprezentacja Chorwacji na Mistrzostwach Europy w Wioślarstwie 2007 liczyła 2 sportowców. Najlepszym wynikiem było 2. miejsce w dwójce podwójnej mężczyzn.

## Medale

### Złote medale
Brak

### Srebrne medale
dwójka podwójna (M2x): Mario Vekic, Hrvoje Jurina

### Brązowe medale
Brak

## Wyniki

### Konkurencje mężczyzn
- dwójka podwójna (M2x): Mario Vekic, Hrvoje Jurina – 2. miejsce